# Jan Dziewulski (przemysłowiec)

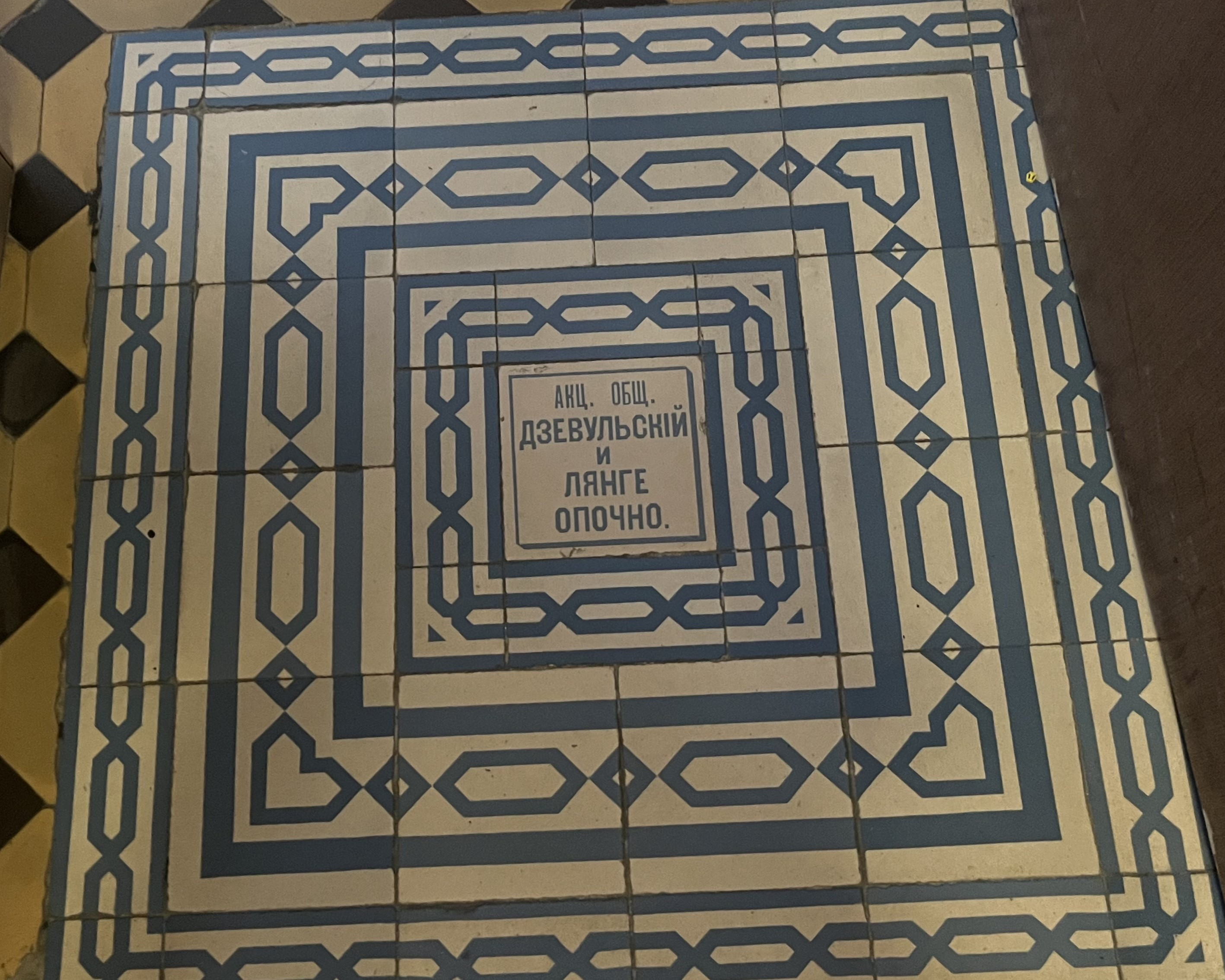
„Tow(arzystwo) Akc(yjne) Dziewulski i Lange Opoczno.” Posadzka we wzniesionym w 1912 roku Budynku Hipoteki przy alei „Solidarności” 58 w Warszawie.

Jan Aleksander Dziewulski (ur. 27 marca 1866 – zm. 28 stycznia 1911 roku) – polski przemysłowiec, pionier przemysłu ceramicznego na ziemiach polskich i ukrańskich. Współzałożyciel zakładów ceramicznych „Dziewulski i bracia Lange” w Opocznie, późniejszych Zakładów Płytek Ceramicznych „Opoczno”.

## Zakłady ceramiczne w Opocznie i Słowiańsku
Historia zakładów w Opocznie rozpoczęła się w 1867 roku w tutejszej cegielni, gdzie wypalano cegłę budowlaną formowaną z gliny wydobywanej w sąsiedztwie. W kolejnych latach Jan Dziewulski wraz z braćmi Józefem i Władysławem Lange zaczął produkować tu cegłę ogniotrwałą, płytki szamotowe i kamionkowe. Pod koniec XIX wieku zdecydowali się na – wówczas zaawansowną technologicznie – produkcję płytek ceramicznych, które zasłynęły w Europie wysoką jakością i atrakcyjnym wzornictwem. Pierwszy zakład płytek ceramicznych uruchomiono w Opocznie przy ulicy Staromiejskiej. Główny surowiec – białą glinkę dowożono już z Rozwad i pokładów w Parszowie koło Skarżyska. Przedsiębiorstwo nabrało impetu po wystawach zagranicznych: w 1897 roku firma zdobyła Złoty Medal na Targach w Kijowie, w 1900 roku –  Wielki Srebrny Medal na Wszechświatowej Wystawie w Paryżu, w 1901 roku – Grand Prix w Sankt Petersburgu, a w 1903 roku – Złoty Medal w Brukseli. Nagrody dodały rozgłosu ceramice z Opoczna i gwałtownie napędziły jej sprzedaż, toteż na przełomie wieków uruchomiono w Opocznie drugi zakład – przy ulicy Piotrkowskiej. Jednocześnie zdecydowano się  wybudować fabrykę w Słowiańsku na terenach dzisiejszej Ukrainy (dziś obwód doniecki), ponieważ znajdowały się tam znaczne złoża wysokiej jakości białej glinki, do dziś eksportowanej do produkcji płytek. W 1939 roku ukraiński zakład Dziewulskiego i braci Linde był większy i nowocześniejszy od opoczyńskiego. W Słowiańsku działały 24 piece. Po II wojnie światowej polskie zakłady upaństwowiono znacznie je rozbudowując. Trzecią fabrykę wybudowano w 1958 roku, czwartą w 1976 roku. Obie powstały w Opocznie. W latach 80. XX wieku Opoczno stało się największym ośrodkiem ceramicznym w Polsce. Od początku lat 90. XX w. płytki stąd znów zaczęły zdobywać zagraniczne nagrody oraz zamówienia z państw zachodnich, a Zespół Zakładów Płytek Ceramicznych „Opoczno” stopniowo był prywatyzowany. Dziś firma działa pod nazwą „Opoczno” i wchodzi w skład grupy Cersanit. Na podstawie tradycji produkcji płytek ceramicznych dziewiętanstowiecznego przedsiębiorstwa współtworzonego przez Jana Dziewulskiego, w latach 90. XX wieku powstała w regionie inna duża firma Ceramika Paradyż.

## Rodzina
W 1891 roku, w Krakowie Jan Aleksander poślubił Wiktorię Karolinę Lange (1868-1944), z którą miał pięcioro dzieci: Zofię Delfinę, Aleksandra Romana, Władysława Józefa, Jana Albina i najstarszego Jerzego. Wszystkie dzieci urodziły się w Opocznie. Jerzy poległ w wojnie polsko–bolszewickiej w 1920 roku. Prawnuczka przemysłowca Jana Dziewulskiego – Joanna Opolska jako pierwsza z rodu po raz pierwszy po II wojnie światowej odwiedziła Opoczno w grudniu 2021 roku. W Warszawie mieszka wnuczka Jana Dziewulskiego – prof. Jadwiga Dziewulska-Komender. 